# Air War Plans Division
Die Air War Plans Division war eine im Sommer 1941 gegründete und im Air Staff angesiedelte Abteilung der United States Army Air Forces (USAAF), die 1941 die Einsatzkonzeption der amerikanischen Luftstreitkräfte gegen potentielle Gegner entwarf.

## Allgemein

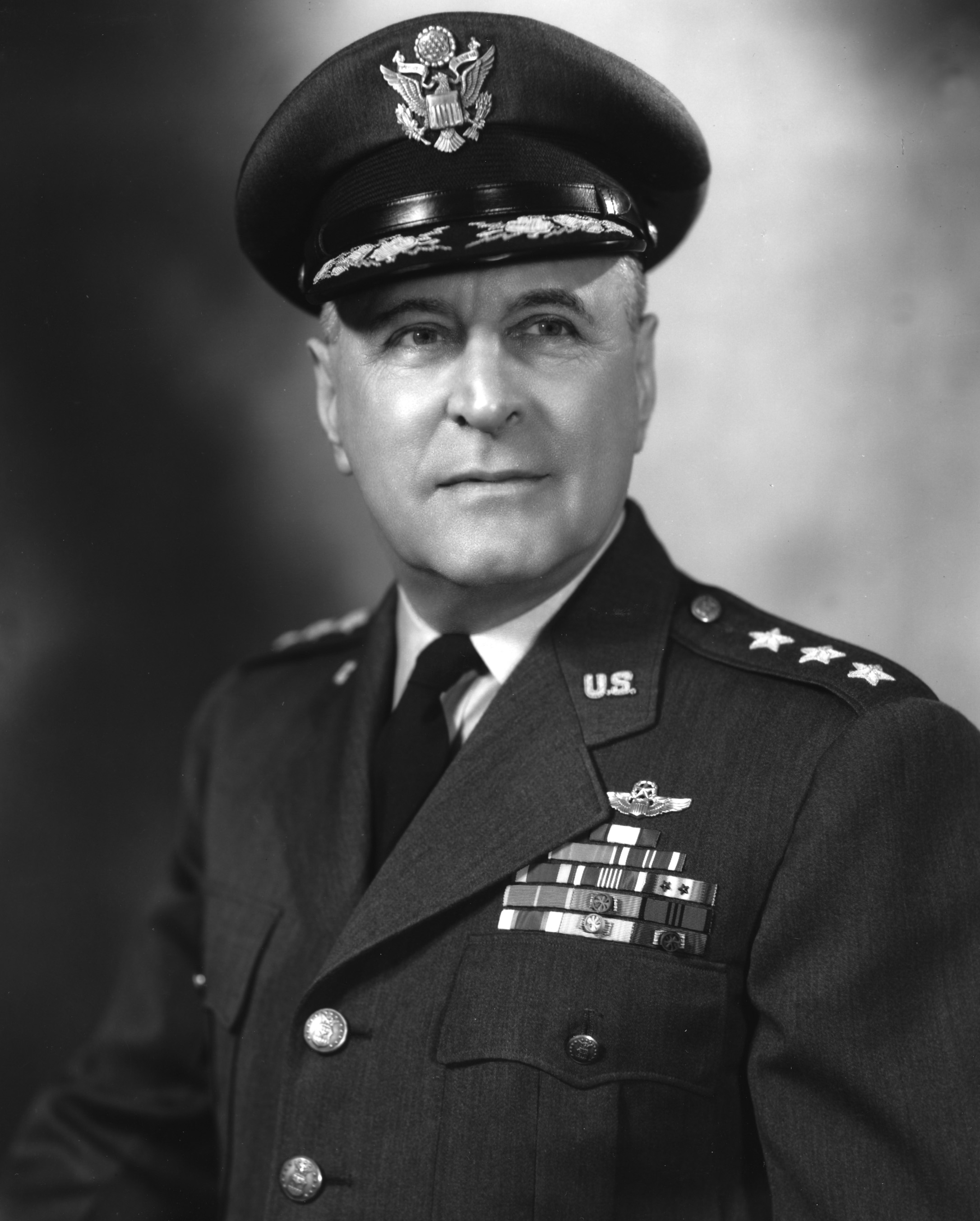
Leiter Harold L. George (Aufnahme 1945 oder 1946)

Die Abteilung stand unter Leitung von Harold L. George, vormals Chefausbilder an der Air Corps Tactical School. Mitarbeiter waren Haywood S. Hansell, Laurence S. Kuter und Kenneth N. Walker.
Am 9. Juli 1941 ersuchte Roosevelt den Kriegs- und den Marineminister, den gesamten Produktionsbedarf zur Niederringung potentieller Feinde zu ermitteln. Die War Plans Division im Kriegsministerium wollte daraufhin eine Anforderung, die auf einem vorher festzulegendem Strategiepapier beruhte. Die Air War Plan Division wurde mit der Ausarbeitung einer Strategie und der Ermittlung der notwendigen Produktionszahlen beauftragt. Die Air War Plan Division berechnete daraufhin eine dazu nötige Luftstreitmacht von 12.000 Frontflugzeugen, mit zusätzlichen 37.000 Schul- und anderen Flugzeugen insgesamt 63.000 Flugzeuge.

## AWPD/1
Vom 4. bis 11. August 1941 wurde der Plan AWPD/1 für den Luftkrieg gegen Deutschland entworfen. Einer der Autoren (Hansell) nannte ihn nach dem Krieg den „Luftkriegsplan, der Hitler besiegte“ („The Air Plan that Defeated Hitler“), so der Titel seines Buches. Er bildete die Grundlage für die Vergrößerung und den Einsatz der USAAF im Zweiten Weltkrieg. Auf der Arcadia-Konferenz stimmten die Combined Chiefs of Staff im Wesentlichen zu. Er sah vor, den Sieg über Nazideutschland primär durch eine strategische Luftoffensive einer überschweren und interkontinentalen Bomberflotte auf die Eckpfeiler der deutschen Wirtschaft zu erringen. Im Unterschied zur britischen Konzeption des Morale Bombing sollten Luftangriffen auf Städte erst als krönender Zermalmungsschlag am Ende der Luftoffensive stattfinden. Man zielte darauf, dass eine Invasion möglichst nur noch schmückendes Beiwerk sein würde.
Er formulierte ein 154-Ziele-Programm, welches folgende Zielobjekte umfasste:
- 30 Luftrüstungsziele (18 Flugzeugfabriken, Aluminiumwerke)
- 47 Verkehrsziele (15 Eisenbahnknotenpunkte, 15 Rhein- bzw. Oder-brücken, Binnenhäfen Mannheim und Duisburg, Mittellandkanal, 3 Schiffshebewerke)
- 22 Ziele der Treibstoffwirtschaft vor allem Hydrierwerke
- 50 Ziele in der Energiewirtschaft (Kraftwerke, Talsperren, Transformatorenstationen usw.)

Als hilfreich für die Planung erwiesen sich amerikanische Banken, die in den 1920er Jahren umfangreiche Kredite nach Deutschland gegeben hatten und über Zeichnungen und Unterlagen von deutschen Kraftwerken und Hydrierwerken verfügten.
Der überarbeitete Plan AWPD-42 wurde ab September 1942 von amerikanischen und britischen Stabsoffizieren gemeinsam ausgearbeitet. Auch dieser ging davon aus, dass der Plan nur funktioniere, wenn starke Teile der Wehrmacht durch die Rote Armee gebunden bleiben.